# 西藏航空
西藏航空（藏語：བོད་ལྗོངས་མཁའ་འགྲུལ།，威利转写：bod ljongs mkha' 'grul）是中華人民共和國首間在西藏自治區作為樞紐的航空公司。

## 歷史
2010年3月31日，西藏航空有限公司获中国民用航空局的筹建批复，正式获准筹建。获准筹建后，西藏航空有限公司于2010年6月17日正式在西藏自治区工商局注册成立。2011年3月24日，中国国际航空股份有限公司正式决定入股西藏航空，占31%的股份。
2011年5月4日，经过局方批准，西藏航空有限公司举行运行合格审定正式申请会，这标志着西藏航空已经完成筹备工作，正式进入审核阶段。2011年7月5日，中国民用航空局正式为西藏航空颁发了公共航空运输企业《经营许可证》。
2011年7月22日，民航西南管理局为西藏航空颁发了《运行合格证》，表明西藏航空具备了正式启航的条件。2011年7月26日，西藏航空拉萨营业部开始对外售票。2011年7月26日10时26分，西藏航空首架航班正式起飞。
2023年11月，西藏航空宣布將與中國商飛簽署戰略合作框架協議並開展全方位戰略合作，共同研製C919客機的高原機型。
2024年2月，西藏航空宣布40架C919高原型和10架ARJ21高原型飛機訂單。

## 公司架构
西藏航空成立于2010年3月31日，注册地西藏自治区拉萨市，注册资本2.8亿。是世界首家以高原为基地运行的航空公司。其股权方面，股东由西藏自治区投资有限公司、中国国际航空股份有限公司、西藏三利投资有限公司、西藏睿翼投资有限公司组成。其中西藏自治区投资有限公司以现金方式出资人民币1億4,280万元，占注册资本51%；西藏三利投资有限公司以现金方式出资人民币1億920万元，占注册资本39%；西藏睿翼投资有限公司以现金方式出资人民币2,800万元，占注册资本的10%。
股东名单：西藏自治区投资有限公司（20%）、中国国际航空股份有限公司（31%）、西藏三利投资有限公司（39%）、西藏睿翼投资有限公司（10%）。

## 股东情况
西藏自治区投资有限公司注册地为西藏自治区拉萨市，注册资本人民币6亿元，主要从事对金融企业股权投资，对能源、交通、旅游等投资并开发业务。
中国国际航空公司成立于1988年7月1日，是中国航空集团公司控股的航空运输主业公司。注册资本为15亿元人民币，资产总额359亿元人民币，总部位于北京。
西藏三利投资有限公司注册地在西藏自治区拉萨市，注册资本为人民币1亿元，主要从事旅游、酒店、房地产、环保及高科技行业的投资以及法律法规允许的其他行业的投资。
西藏睿翼投资有限公司注册地在西藏自治区拉萨市，注册资本为人民币4,000万元，主要从事一般经营项目。

## 機隊

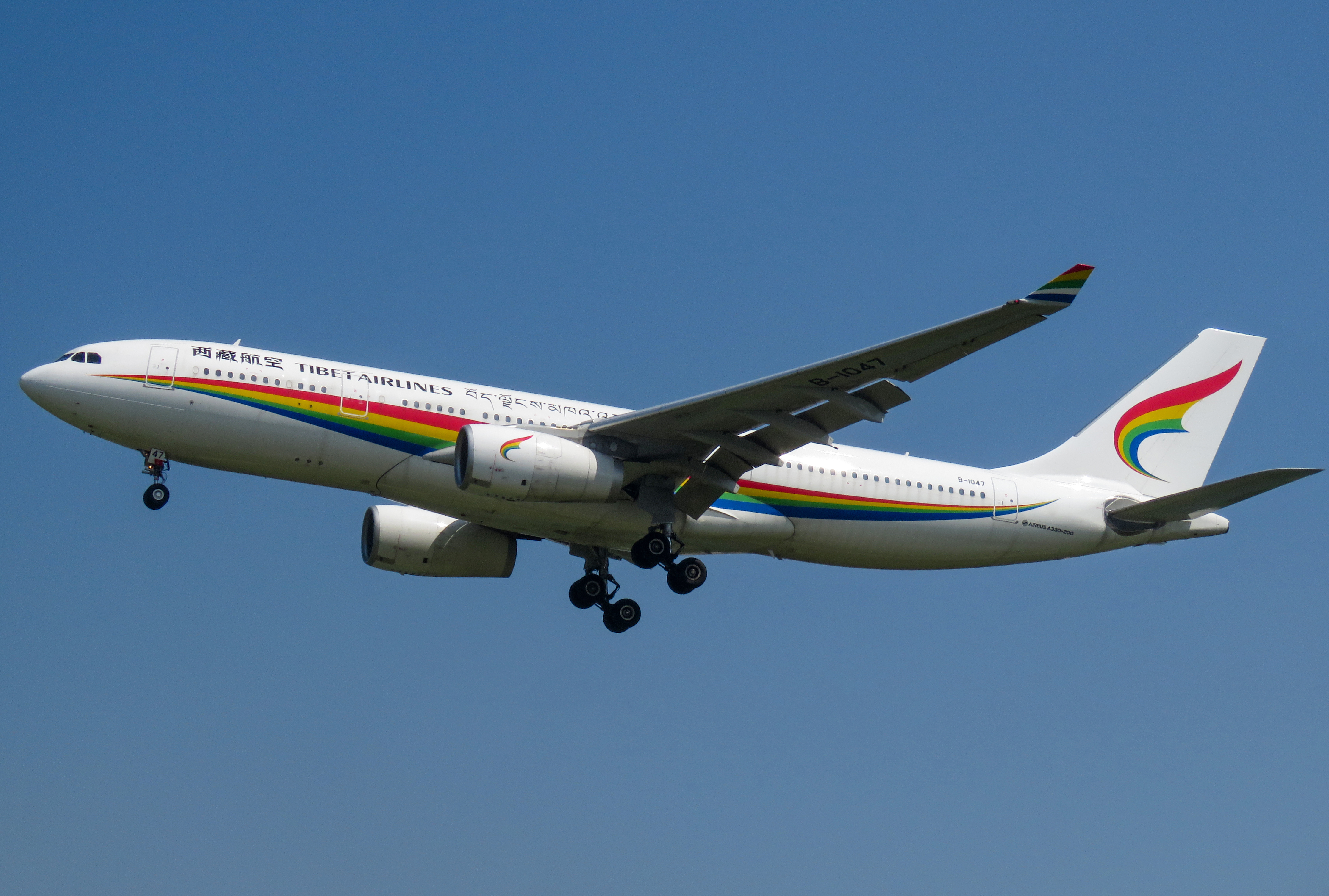
西藏航空的空中客车A330-200于北京首都国际机场

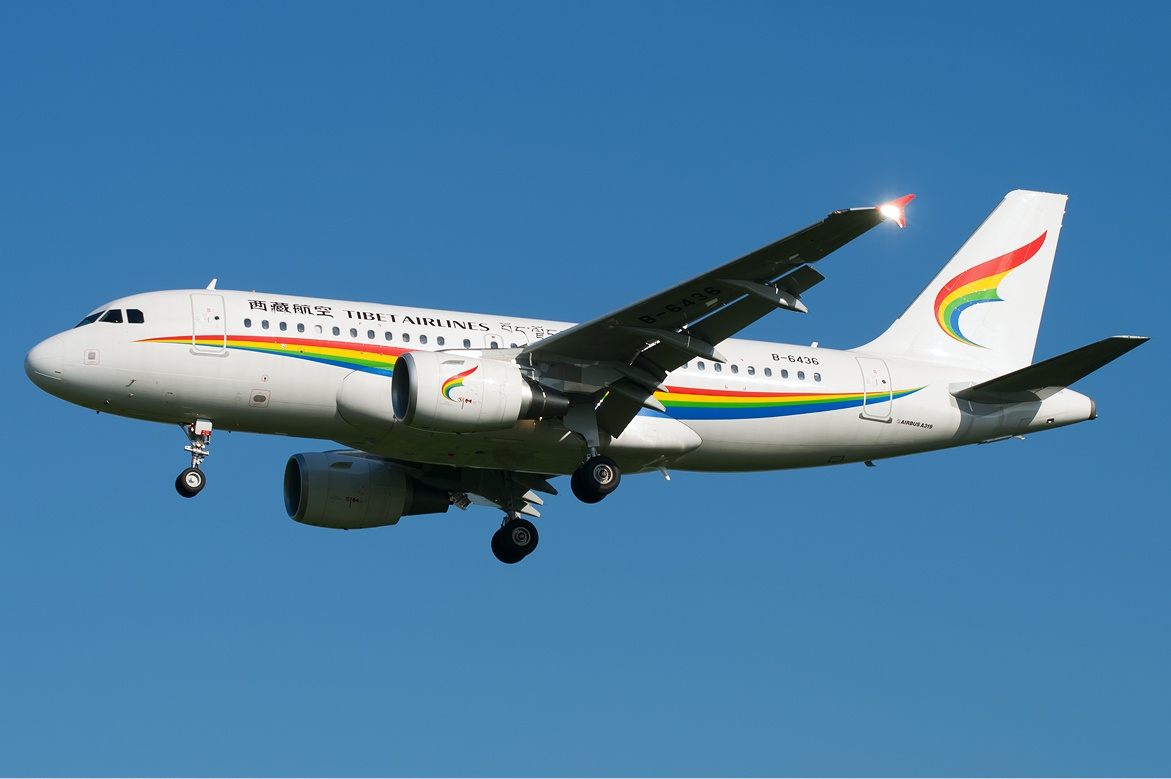
西藏航空用於高原航線的的空中客车A319，西藏航空以五彩經幡為企業標誌

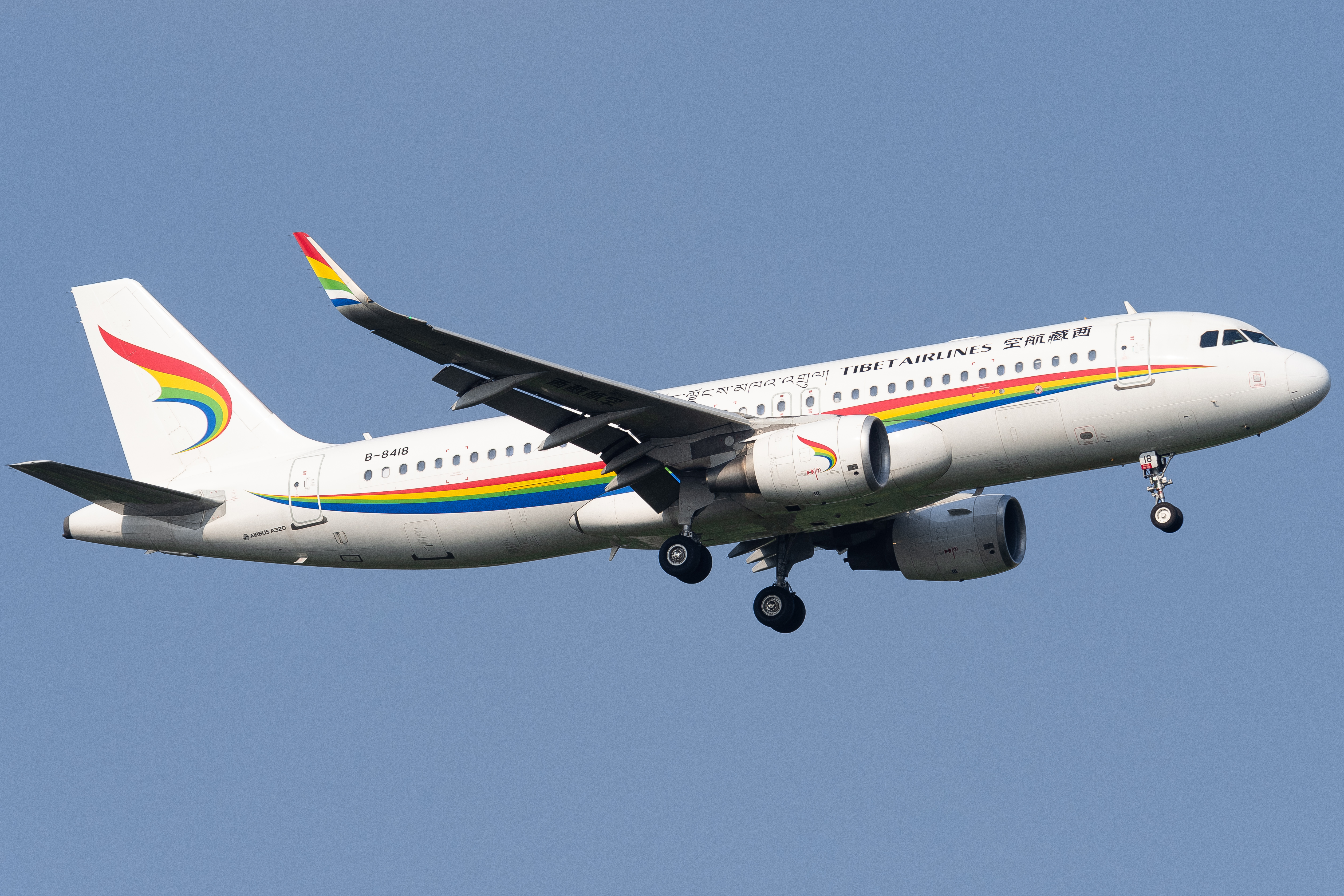
用于成都基地始发平原航线的A320

## 航點
| 國家           | 城市     | 機場               | IATA | ICAO | 備註     |
| -------------- | -------- | ------------------ | ---- | ---- | -------- |
| 中华人民共和国 | 北京     | 北京首都國際機場   | PEK  | ZBAA |          |
| 中华人民共和国 | 長春     | 长春龙嘉国际机场   | CGQ  | ZYCC |          |
| 中华人民共和国 | 長沙     | 長沙黃花國際機場   | CSX  | ZGHA |          |
| 中华人民共和国 | 成都     | 成都雙流國際機場   | CTU  | ZUUU | 樞紐機場 |
| 中华人民共和国 | 重慶     | 重慶江北國際機場   | CKG  | ZUCK |          |
| 中华人民共和国 | 大理     | 大理荒草壩機場     | DLU  | ZPDL |          |
| 中华人民共和国 | 達州     | 達州河市機場       | DAX  | ZUDX |          |
| 中华人民共和国 | 德宏     | 德宏芒市机场       | LUS  | ZPMS |          |
| 中华人民共和国 | 福州     | 福州長樂國際機場   | FOC  | ZSFZ |          |
| 中华人民共和国 | 格爾木   | 格尔木机场         | GOQ  | ZLGM |          |
| 中华人民共和国 | 貴陽     | 贵阳龙洞堡国际机场 | KWE  | ZUGY |          |
| 中华人民共和国 | 杭州     | 杭州萧山国际机场   | HCH  | ZSHC |          |
| 中华人民共和国 | 濟南     | 济南遥墙国际机场   | TNA  | ZSJN |          |
| 中华人民共和国 | 昆明     | 昆明长水国际机场   | KMG  | ZPPP |          |
| 中华人民共和国 | 蘭州     | 兰州中川国际机场   | LHW  | ZLLL |          |
| 中华人民共和国 | 拉薩     | 拉萨贡嘎国际机场   | LXA  | ZULS | 樞紐機場 |
| 中华人民共和国 | 麗江     | 麗江三義國際機場   | LJG  | ZPLJ |          |
| 中华人民共和国 | 綿陽     | 绵阳南郊机场       | MIG  | ZUMY |          |
| 中华人民共和国 | 南昌     | 南昌昌北国际机场   | KHN  | ZSCN |          |
| 中华人民共和国 | 南充     | 南充高坪机场       | NAO  | ZUNC |          |
| 中华人民共和国 | 南京     | 南京祿口國際機場   | NKG  | ZSNJ |          |
| 中华人民共和国 | 阿里     | 阿里昆莎機場       | NGL  | ZUAL |          |
| 中华人民共和国 | 寧波     | 寧波櫟社國際機場   | NGB  | ZSNB |          |
| 中华人民共和国 | 林芝     | 林芝米林機場       | LZY  | ZUNZ |          |
| 中华人民共和国 | 昌都     | 昌都邦達機場       | BPX  | ZUBD |          |
| 中华人民共和国 | 泉州     | 泉州晋江国际机场   | JJN  | ZSQZ |          |
| 中华人民共和国 | 三亞     | 三亞鳳凰國際機場   | SYX  | ZJSY |          |
| 中华人民共和国 | 上海     | 上海虹橋國際機場   | SHA  | ZSSS |          |
| 中华人民共和国 | 瀋陽     | 沈阳桃仙国际机场   | SHE  | ZYTX |          |
| 中华人民共和国 | 深圳     | 深圳寶安國際機場   | SZX  | ZGSZ |          |
| 中华人民共和国 | 日喀則   | 日喀則和平機場     | RKZ  | ZURK |          |
| 中华人民共和国 | 石家莊   | 石家庄正定国际机场 | SJW  | ZBSJ |          |
| 中华人民共和国 | 太原     | 太原武宿国际机场   | TYN  | ZBTY |          |
| 中华人民共和国 | 天津     | 天津濱海國際機場   | TSN  | ZBTJ |          |
| 中华人民共和国 | 溫州     | 溫州龍灣國際機場   | WNZ  | ZSWZ |          |
| 中华人民共和国 | 西安     | 西安咸陽國際機場   | XIY  | ZLXY |          |
| 中华人民共和国 | 西寧     | 西宁曹家堡国际机场 | XNN  | ZLXN |          |
| 中华人民共和国 | 宜賓     | 宜賓五糧液機場     | YBP  | ZUYB |          |
| 中华人民共和国 | 煙台     | 烟台蓬莱国际机场   | YNT  | ZSYT |          |
| 中华人民共和国 | 銀川     | 银川河东国际机场   | INC  | ZLIC |          |
| 中华人民共和国 | 玉樹     | 玉树巴塘机场       | YUS  | ZLYS |          |
| 中华人民共和国 | 鄭州     | 鄭州新鄭國際機場   | CGO  | ZHCC |          |
| 中华人民共和国 | 香港     | 香港國際機場       | HKG  | VHHH |          |
| 芬兰           | 赫爾辛基 | 赫尔辛基-万塔机场  | HEL  | EFHK | 濟南出發 |
| 尼泊尔         | 加德滿都 | 特里布万国际机场   | KTM  | VNKT | 西安出發 |
| 泰國           | 蘇梅島   | 蘇梅國際機場       | USM  | VTSM | 西安出發 |

## 飞行事故
- 2022年5月12日08:09分，西藏航空一架A319，編號B-6425，執行TV9833重慶—林芝航班，機上113名旅客，9名機組人員，在重慶江北機場起飛過程中機組發現飛機異常中斷起飛，飛機偏出跑道。所有旅客和機組全部安全撤離，36人傷，受傷旅客均為輕傷，送往醫院治療，飛機起火受損。[8][9]
- 2023年5月8日，西藏航空TV9918航班（原定執行飛往綿陽南郊機場）在深圳寶安機場起飛後，機艙內出現不明濃煙，飛機隨即返航，並由身穿反光背心的工作人員登機檢查。事後，西藏航空表示飛機該航班返航是因為機件故障原因，將向旅客安排食宿和其他航班，旅客也可選擇改期或退票。[10]
- 2024年12月20日上午，西藏航空TV9873航班执行拉萨-西宁-郑州任务，8:18在拉萨贡嘎国际机场起飞过程中遭遇鸟击。机组立即决定返航，飞机于8:35安全落地，无人员受伤。经机务现场勘查，飞机驾驶舱左座风挡玻璃等部位有鸟类残骸及血迹，飞机各项参数正常、无损伤。[11]